# Terra em Transe
Terra em Transe is een Braziliaanse dramafilm uit 1967 onder regie van Glauber Rocha. Hij won met deze film de hoofdprijs op het filmfestival van Locarno.

## Verhaal
In de fictieve Zuid-Amerikaanse republiek Eldorado moet de dichter en verslaggever Paolo Martins kiezen tussen twee verkiezingskandidaten. In een land van straatprotesten en decadente feesten moet hij een keuze maken tussen socialisme en conservatisme.

## Rolverdeling
| Acteur         | Personage     |
| -------------- | ------------- |
| Jardel Filho   | Paulo Martins |
| Paulo Autran   | Porfirio Díaz |
| José Lewgoy    | Felipe Vieira |
| Glauce Rocha   | Sara          |
| Paulo Gracindo | Júlio Fuentes |
| Hugo Carvana   | Álvaro        |
| Danuza Leão    | Sílvia        |
| Jofre Soares   | Vader Gil     |